# Pazuengos
Pazuengos tỉnh và cộng đồng tự trị La Rioja, phía bắc Tây Ban Nha. Đô thị này có diện tích là 25,12 ki-lô-mét vuông, dân số năm 2009 là 38 người với mật độ 1,51 người/km². Đô thị này có cự ly 55 km so với Logroño.